# ほくとクリニック病院
ほくとクリニック病院（ほくとクリニックびょういん）は、大阪府大阪市大正区にある医療機関である。数少ない都市部に設立された入院設備のある精神科病院であり、精神科救急を担う大阪府2次救急病院として機能している。

## 概要
社会医療法人北斗会が設立したさわ病院創立50周年を記念して大阪市の中心部にサテライトクリニックとしてほくとクリニックが設立された。当初は無床診療所だったが都市部での精神科救急の需要の高まりを受けて2005年精神科病棟を設立。2009年ほくとクリニック病院に改称した。

## 診療科
- 精神科[3]
- 心療内科[3]

## 医療機関の指定
(この節の出典)
- 保険医療機関
- 生活保護法指定病院（中国残留邦人等の円滑な帰国の促進並びに永住帰国した中国残留邦人等及び特定配偶者の自立の支援に関する法律（平成六年法律第三十号）に基づく指定医療機関を含む。）
- 結核指定病院
- 原子爆弾被害者医療指定病院
- 原子爆弾被害者一般疾病医療取扱病院
- 精神保健指定医の配置されている医療機関
- 指定自立支援医療機関（精神通院医療）
- 精神保健及び精神障害者福祉に関する法律（昭和二十五年法律第百二十三号）に基づく指定病院又は応急入院指定病院

## 交通アクセス
- JR大阪環状線、OsakaMetro長堀鶴見緑地線「大正駅」前より徒歩1分